# Richard Point
Der Richard Point ist eine Landspitze im Norden von Signy Island im Archipel der Südlichen Orkneyinseln. Sie liegt 500 m südwestlich des North Point und bildet die südliche Begrenzung der Einfahrt zum Williams Haven.
Das UK Antarctic Place-Names Committee benannte ihn 1990 nach Kenneth J. Richard, einem Techniker für bodenbiologische Untersuchungen, der für den British Antarctic Survey ab 1978 auf der Signy-Station tätig war.